# سيفوبيرازون
سيفوبيرازون Cefoperazone هو مضاد حيوي من الجيل الثالث. وأحد السيفالوسبورينات القليلة الفعالة في علاج الالتهابات البكتيرية للزائفة Pseudomonas. له فغالية ضد البكتيريا سلبية الغرام gram negative بما فيها الزائفة الزنجاريةPseudomonas Aeruginosa)، ولبعض البكتيريا إيجابية الغرامgram positive
الأسماء التجاريه لسيفوبيرازون: سيفوبيد، سيفوزون، سيفازون، سيفرون، ميدوسيف وسيفوبيرازون سيغما.
Cefina-SB: هو مزيج من السلباكتام والسيفوبيرازون. حيث يمارس السيفوبيرازون تأثيره القاتل للبكتيريا عن طريق تثبيط اصطناع الجدار الخلوي. ويعمل السلباكتام كمثبط للبيتالاكتاماز لزيادة فعالية السيفوبيرازون ضد العضويات المنتجة للبيتالاكتاماز.

## الإستخدام الطبي
يستخدم في علاج الالتهابات الشديدة أو التي تسببها أنواع معينة من الجراثيم تتميز بحساسية قليلة لمضادات الجراثيم الأخرى، مثل:
- التهابات الجهاز التنفسي العلوية والسفلية
- التهابات المسالك البولية، الالتهابات الجلدية، التهابات الانسجة الرخوة
- التهابات العظام و المفاصل، التهاب السحايا، التهاب الصفاق
- التهاب المرارة، التهاب الأوعية الصفراوية
- مرض الحوض الالتهابي، التهاب بطانة الرحم، السيلان، و غيرها[3]

## الاشكال الدوائية
مسحوق للحقن: 1غم، 2 غم، 10 غم
محلول للحقن: 20 مغ/مل، 40 مغ/مل

## التأثيرات الجانبية
يحتوي السيفوبيرازون على السلسة الجانبية ن- ميتيل ثيوتترازول N-methylthiotetrazole (NMTT أو 1-MTT). وعندما يتفكك الصاد ضمن الجسم، يحرر الـ NMTT والتي يمكن أن تسبب نقص بروثرومبين الدم (غالبأ بسبب تثبيط أنزيم فيتامين K ايبوكسيد ريدوكتاز) ويكون التفاعل مع الإيتانول مشابه للذي ينتجه الـ ديسلفيرام وذلك بسبب تثبيط أنزيم الألدهيد ديهيدروجيناز.

## التخليق

Cefoperazone synthesis:

## التداخلات الدوائية
- إذا كنت تتناول أي من الأدوية التالية أخبر الطبيب أو الصيدلاني، فقد تحتاج إلى تعديل الجرعة أو إجراء فحوصات معينة :

دالتابارين، إنوكسابارين، فوندابارينوكس، هيبارين، وارفرين، تينزابارين وليبيرودين.
- قد يتعارض العلاج مع أدوية أخرى غير مذكورة؛ أخبر الطبيب عن أي علاج أو مكمل غذائي أو عشبي كنت تتناوله (لعلاج مرض مزمن أو عارض)، أو ستبدأ بتناوله أثناء فترة العلاج.